# Dance with Devils
Dance with Devils (ダンス・ウィズ・デビルス Dansu Wizu Debirusu?) es una franquicia de novelas visuales japonesas desarrollada por la compañía Rejet. Fue adaptado a anime por el estudio Brain's Base y transmitido el 7 de octubre de 2015. Se anunció el lanzamiento de su manga llamado "Dance with Devils -Blight-" que fue lanzado el 18 de septiembre de 2015. En el 2017 se estrenó una película titulada Dance with devils: Fortuna, película que sigue los acontecimientos después del anime de 2015 y le da un final a la serie.

## Argumento
La historia está protagonizada por Ritsuka Tachibana, una estudiante de segundo año de instituto en la academia Shiko, en el pueblo de Shiko. Ella disfruta de su vida escolar viviendo con su madre Maria, pero un día, toda esa paz se desmorona. Ritsuka será acorralada por unos demonios, y también será amada.

## Personajes
Ritsuka Tachibana (立華 リツカ Tachibana Ritsuka?)
Es la heroína de Dance with Devils. Es una estudiante de 16 años que vive con su madre, Maria y hermano Lindo. Ella junto a su hermano fueron criados por su madre por ella sola, ya que su padre desapareció misteriosamente. Su hermano Lindo se fue al extranjero a estudiar y Ritsuka permaneció en Japón junto a su madre, desde entonces Ritsuka lleva una vida tranquila con su madre, hasta que descubre que el consejo estudiantil está formado por demonios y su vida cae en desgracia. Ella es, de hecho, el grimorio prohibido, lo que lleva a los demonios y vampiros en una competencia para obtener de ella. Ella lleva un colgante que contiene popurrí que le dio su madre, que estaba destinado a enmascarar el olor del grimorio. también se descubre que es la hija del rey demonio maxis. 
Rem Kaginuki (鉤貫レム Kaginuki Remu?)
Es uno de los protagonistas de Dance with Devils y es un demonio. Tiene 18 años y es el presidente del consejo estudiantil de la Academia Shiko. Rem es una persona trabajadora y con una personalidad fría. También es el mejor amigo de la infancia de Urie. Un demonio de alto rango y el presidente del consejo estudiantil de la academia. Él es el heredero de la familia Arlond. Al principio, él sólo ve Ritsuka como un 'peón' con el fin de averiguar la ubicación del grimorio, pero con el tiempo, empieza a cuidar de ella. En el episodio ocho, se da a entender que ha desarrollado sentimientos por Ritsuka.
Lindo Tachibana (立華 リンド Tachibana Rindo?)
Es el hermano mayor de Ritsuka y es un Exorcista. Lindo junto a su hermana fueron criados por su madre ella sola después de que su padre desapareciera misteriosamente. Se fue a estudiar al extranjero, en Inglaterra. Es bueno en la cocina y le encanta limpiar. Lindo está enamorado de Ritsuka. Nació un año antes que ella. Después de ser cargada por su abuelo para proteger a la familia Tachibana, viaja a Inglaterra para convertirse en un exorcista, regresando después del secuestro de su madre y de matricularse en Shiko Academia. Él es muy protector con Ritsuka, debido a sus sentimientos por ella que van más allá del afecto entre hermanos. Se da a entender en el episodio seis, que es de hecho el hijo de la tía materna fallecida de Ritsuka, lo cual fue confirmado en el episodio nueve. Cuando él se enfurece, especialmente con respecto a alguien que amenaza Ritsuka, sus ojos se vuelven de color rojo y sus uñas se transforman en garras. En el episodio nueve, se revela que él es un dhamphir, resultado de que su madre era una humana y su padre un vampiro.
Urie Sogami (楚神 ウリエ Sogami Urie?)
Es un estudiante y el vicepresidente del consejo estudiantil de la Academia Shiko. Urie es un chico apuesto muy popular con las chicas porque parece un ángel, pero en realidad es un demonio.
Y es el mejor amigo de la infancia de Rem 
Mage Nanashiro (南那城 メィジ Nanashiro Meiji?)
Es un estudiante y el secretario del consejo estudiantil de la Academia Shiko. Es un chico seguro de sí mismo y uno de los demonios que puede presumir de ser el secretario del consejo estudiantil de la Academia Shiko. Es un chico seguro y un tanto egocéntrico que actúa impulsivamente y es bastante sádico.
Shiki Natsumezaka (棗坂 シキ Natsumezaka Shiki?)
Es un estudiante y el tesorero del consejo estudiantil de la Academia Shiko. Shiki es un ángel caído/demonio, es una persona muy extraña y misteriosa dentro de la academia y siempre está al margen.
ROEN (ローエン LOEN?)
Es el pomerania de la familia Kaginuki  que sigue a Rem a todas partes. ROEN es una mascota. Él está aterrorizado de Shiki debido a la tendencia de éste a atormentarlo. Se revela en el episodio siete que él es, de hecho, Cerberus, la misma que la misteriosa persona que puede entrar y salir de la tercera biblioteca libremente, y es el siervo del Señor Maksis; desea adquirir el grimorio para ayudar a la fuerza de desvanecimiento de su amo.
Maria Tachibana (立華マリア Tachibana Maria?)
Es la madre de Ritsuka y tía de Lindo. Es una mujer muy hermosa y joven, es muy agobiante con su hija Ritsuka. Maria mantuvo hacia adelante por sí sola a sus hijos, después de que esposo desapareciera misteriosamente al comienzo es secuestrada, pero en el capítulo 10 se sabe toda la verdad sobre ritsuka. 
Azuna Kazuha (葛葉アズナ Kazuha Azuna?)
Fue una estudiante de 16 años y la mejor amiga de Ritsuka Tachibana. en verdad es una exorcista igual que su hermano. Ella se preocupa por Ritsuka y siempre está preocupada cuando su amiga se encuentra con el Consejo Estudiantil en quien no confía ni le agrada. Más adelante es asesinada por Jek apuñalándola en el corazón, quien atacó a Ritsuka para recuperar el Grimorio Prohibido. Lindo luego venga con éxito su muerte cuando logra matar a Jek. Se insinúa que Azuna permanece leal a Ritsuka Tachibana y aún la ayuda al final (incluso después de su muerte) a través de la espada que aparece frente a ella dentro del mundo del Grimorio después de que se activara el poder del Grimorio.
Jek (ジェキ Jeki?)
Un vampiro que busca el grimorio prohibido. Tiene un ejército de secuaces bajo su control. Está al servicio de una entidad llamada Nesta. En su búsqueda del Grimorio Prohibido, ataca a Ritsuka, asesinando a Azuna en el proceso. Muere a manos de Lindo, quien lo mató de la misma manera que Jek mató a Azuna: apuñalado directamente en el corazón.